# Piotr Sviatopolk-Mirski
Le prince Piotr Dmitrievitch Sviatopolk-Mirski (en russe : Пётр Дмириевич Святополк Мирский), né le 18 août 1857 à Vladikavkaz et mort le 16 mai 1914, est un militaire et homme politique russe, gouverneur de Penza, gouverneur de Iekaterinoslav, ministre de l'Intérieur du tsar Nicolas II de 1904 à 1905. Il succéda à ce poste à Viatcheslav Plehve.

## Biographie
Piotr Dmitrievitch Sviatopolk-Mirski fut un prince tsariste libéral. Sa nomination au poste de ministre de l'Intérieur encouragea un court moment le parti des libéraux ; ils espérèrent des réformes, mais la présentation de l'oukase du 12 décembre 1904 précédant le Dimanche rouge (22 janvier 1905) mit un terme à leurs espérances.

### Famille
Fils du général Dmitri Ivanovitch Sviatopolk-Mirski (en). Père de l'historien et écrivain Dmitri Petrovitch Sviatopolk-Mirski (né en 1890 ; arrêté par le NKVD, il mourut dans un goulag en 1939).

### Carrière militaire
Piotr Dmitrievitch Sviatopolk-Mirski est né à Vladikavkaz en Ossétie-du-Nord. Le prince fait ses études dans l'établissement scolaire du Corps des Pages. En 1874, il sort diplômé avec mention de cette école militaire. En 1875, il entre dans les hussards de la Garde impériale de l'impératrice.
Piotr Dmitrievitch Sviatopolk-Mirski participe à la guerre russo-turque de 1877-1878, il est décoré pour sa bravoure lors de la bataille de Kars (en) (17 novembre 1877). La guerre terminée, le prince entre à l'Académie d'état-major et en sort diplômé en 1881. En 1884, il est nommé au commandement de la 31e division d'infanterie et, en 1887, au commandement de la 3e division de grenadiers. Il est nommé gouverneur de Penza, en 1895 et gouverneur de Iekaterinoslav en 1897.

### Carrière politique
En 1900, Piotr Dmitrievitch Sviatopolk-Mirski devient l'adjoint de Dmitri Sipiaguine au ministère de l'Intérieur et commandant du corps impérial des gendarmes. Après l'assassinat de Sipiaguine en 1902, le prince démissionne de son poste après la nomination de Viatcheslav Plehve.
Piotr Dmitrievitch Sviatopolk-Mirski accepte le poste de gouverneur général du Nord Ouest, cette province incluait le gouvernement de Wilna (Vilnius aujourd'hui), de Kovno, et de Grodno (aujourd'hui en Biélorussie). À ce poste, le prince entreprend avec succès des réformes libérales, il désamorce des tensions, accorde davantage de droit aux minorités nationales, met un terme aux pogroms contre les Juifs.
Le 26 août 1904, après l'assassinat de Viatcheslav Plehve, Nicolas II de Russie confie à Piotr Dmitrievitch Sviatopolk-Mirski le portefeuille de ministre de l'Intérieur. La nomination du prince est perçue par les libéraux comme une victoire sur les conservateurs et à court terme comme une victoire du parti de Dagmar de Danemark (favorable aux réformes libérales) sur celui d'Alexandra de Hesse-Darmstadt. Malgré le renvoi de quelques collaborateurs de Viatchelsav Plehve et une plus grande tolérance concernant la censure, cette nomination encourage les conservateurs dans leur combat contre le libéralisme du prince.
Les ministres Serge Witte et Dmitri Sipiaguine ont considéré le prince comme un homme honorable, intelligent, possédant de grands principes moraux, ce qui, dans sa position de ministre de l'Intérieur est remarquable pour appliquer des réformes.
Ses premières réformes sont consacrés aux zemstvos. Les 6 novembre et 8 novembre 1904, Piotr Dmitrievitch Sviatopolk-Mirski reçoit les zemstvos soutenus dans leur démarche par onze maréchaux représentant la noblesse russe. Les zemstvos remettent au prince une pétition dans laquelle ils revendiquent le droit de faire entrer au Conseil d'Empire des élus de la nation. Piotr Dmitrievitch Sviatopolk-Mirski présente à Nicolas II de Russie le mémorandum rédigé par les zemstvos et conseille au tsar d'admettre au sein du Conseil d'Empire des députés élus par les organisations de provinces, de supprimer les restrictions concernant les Vieux-Croyants, d'envisager des mesures visant à renforcer la légalité, d'étendre la liberté à la presse, d'ôter les restrictions inutiles sur les non russes, de faire disparaître les lois d'exception. Le prince explique au tsar la nécessité de cette action qui, selon lui, était une amorce vers une constitution dans les dix ou vingt années à venir. Nicolas II de Russie donne son accord pour la réunion d'un conseil des ministres et des dignitaires de la couronne impériale. D'emblée, le projet de Piotr Dmitrievitch Sviatopolk-Mirski est critiqué. Constantin Pobiednostsev, un homme âgé, surnommé le « ramolli » conteste cette proposition ; de son propre avis, selon l'interdiction de l'Église orthodoxe russe, le tsar ne peut changer les bases de l'autorité impériale. Le ministre des Finances, Vladimir Kokovtsov, le ministre de la Justice, Mourariev, manifestent leur opposition à un tel projet pour des raisons politiques et financières. Seul Serge Witte approuve le projet. L'actuel régime tsariste étant rejeté par toutes les classes de la société russe, il avertit que la poursuite de la politique actuelle (conservatrice) provoquera en Russie une véritable catastrophe.
Le 8 décembre 1904, une seconde réunion a lieu, les trois oncles de Nicolas II de Russie, les grands-ducs Vladimir Alexandrovitch de Russie, Alexis Alexandrovitch de Russie et Serge Alexandrovitch de Russie, sont présents. Dans un premier temps, le tsar paraît partager les idées de Piotr Dmitrievitch Sviatopolk-Mirski. Le prince demande la rédaction d'un oukase selon le projet originel, seuls quelques changements seront apportés à sa proposition.
Les trois journées précédant la publication de l'oukase, Nicolas II de Russie les passe à dialoguer avec ses proches, notamment avec le grand-duc Serge Aleksandrovitch de Russie, le plus conservateur des membres de la famille Romanov. Ce dernier conseille au tsar la fermeté face aux demandes des libéraux. La rédaction définitive de l'oukase en main, le 11 décembre 1904, Serge Witte se dirigea vers le palais. Le prince ne se trouve pas seul avec le tsar, Serge Aleksandrovitch de Russie assiste également à cet entretien. Nicolas II de Russie refuse d'inscrire sur l'oukase l'entrée des membres élus au Conseil d'Empire. Avec satisfaction, Nicolas II de Russie regarde son oncle et déclara : « Oui, jamais je ne consentirai à introduire un régime représentatif, car j'estime qu'il est nuisible pour le peuple qui m'a été confié par Dieu ». Lors de sa publication, l'oukase concernant le « plan de perfectionnement de l'ordre gouvernemental », est amputé d'un projet crucial concernant l'avenir de la monarchie en Russie, mais Nicolas II de Russie et son oncle jugent ce manifeste comme étant ultra-radical. L'oukase, publié le 12 novembre 1904, n'apporte que le mécontentement parmi les différents zemstvos, à Moscou, dans les milieux de la noblesse de Tver. Les étudiants décident de se mettre en grève, les manifestants défilent dans les rues drapeau rouge en main.
Quelques semaines plus tard a lieu le massacre du Dimanche rouge (22 janvier 1905). Piotr Dmitrievitch Sviatopolk-Mirski a déclaré n'avoir jamais autorisé les tirs sur les manifestants, mais remplissant son dernier devoir de fidélité envers le tsar, il devient le bouc-émissaire de ce massacre. Selon les opposants du prince, il a autorisé les tirs et encouragé la manifestation du 22 janvier 1905. Le 18 février 1905, Piotr Dmitrievitch Sviatopolk-Mirski est démis de ses fonctions. En sa qualité d'ancien ministre de l'Intérieur il aurait dû être nommé membre du Conseil d'État de la Russie impériale, il n'en est rien.
Piotr Dmitrievitch Sviatopolk-Mirski se retire alors de la vie politique et décède le 16 mai 1914.

## Sources
Nicolas II de Russie de Henri Troyat